# Terry Spinks
Terence „Terry“ George Spinks, MBE (* 28. Februar 1938 in London; † 26. April 2012 in Essex, England) war ein britischer Boxer und Trainer.

## Karriere
Spinks wurde 1956 Britischer Meister im Fliegengewicht und qualifizierte sich damit für die Olympischen Sommerspiele 1956 in Melbourne, wo er die Goldmedaille im Fliegengewicht gewann. Dabei hatte er in den Vorrunden Samuel Harris aus Pakistan und Abel Laudonio aus Argentinien, im Viertelfinale den Ukrainer Vladimir Stolnikov, im Halbfinale den Franzosen René Libeer und schließlich im Finale den Rumänen Mircea Dobrescu besiegt. Er ist damit der einzige britische Boxer der olympischen Geschichte, der je in dieser Gewichtsklasse Gold gewinnen konnte, zudem der jüngste britische Olympiasieger im Boxen aller Zeiten.
Da Richard McTaggart zudem die Goldmedaille im Leichtgewicht gewann, gingen aus diesen Olympischen Spielen gleich zwei britische Boxer als Sieger hervor, eine Seltenheit, die erst 2012 wiederholt werden konnte und davor nur dreimal gelungen war (1908, 1920 und 1924).
Nachdem er als Amateur bereits 200 Kämpfe bestritten hatte, wechselte er im April 1957 ins Profilager und bestritt dort weitere 49 Kämpfe, von denen er 41 gewann. Dabei war er vom 27. September 1960 bis zum 2. Mai 1961 britischer Meister im Federgewicht. Ihm gelang der Sieg gegen Staatsmeister aus Belgien, England, Frankreich, Ghana, Kanada, Niederlande und Schottland, sowie ein Sieg gegen den späteren Europameister Pierre Cossemyns.
Nach seiner Profilaufbahn wurde er Boxtrainer und managte die südkoreanische Mannschaft bei den Olympischen Sommerspielen 1972 in München. 2002 wurde er zum Member of the British Empire ernannt.